# Nummer 1-hits in de Billboard Hot 100 in 1976
Deze hits stonden in 1976 op nummer 1 in de Billboard Hot 100.
| Datum        | Artiest                            | Titel                                                   |
| ------------ | ---------------------------------- | ------------------------------------------------------- |
| 3 januari    | Bay City Rollers                   | Saturday Night                                          |
| 10 januari   | C. W. McCall                       | Convoy                                                  |
| 17 januari   | Barry Manilow                      | I Write The Songs                                       |
| 24 januari   | Diana Ross                         | Theme from Mahogany (Do You Know Where You're Going To) |
| 31 januari   | Ohio Players                       | Love Rollercoaster                                      |
| 7 februari   | Paul Simon                         | 50 Ways to Leave Your Lover                             |
| 14 februari  | Paul Simon                         | 50 Ways to Leave Your Lover                             |
| 21 februari  | Paul Simon                         | 50 Ways to Leave Your Lover                             |
| 28 februari  | Rhythm Heritage                    | Theme from 'S.W.A.T.'                                   |
| 6 maart      | The Miracles                       | Love Machine Pt. 1                                      |
| 13 maart     | The Four Seasons                   | December, 1963 (Oh, What a Night)                       |
| 20 maart     | The Four Seasons                   | December, 1963 (Oh, What a Night)                       |
| 27 maart     | The Four Seasons                   | December, 1963 (Oh, What a Night)                       |
| 3 april      | Johnnie Taylor                     | Disco Lady                                              |
| 10 april     | Johnnie Taylor                     | Disco Lady                                              |
| 17 april     | Johnnie Taylor                     | Disco Lady                                              |
| 24 april     | Johnnie Taylor                     | Disco Lady                                              |
| 1 mei        | Bellamy Brothers                   | Let Your Love Flow                                      |
| 8 mei        | John Sebastian                     | Welcome Back                                            |
| 15 mei       | The Sylvers                        | Boogie Fever                                            |
| 22 mei       | Wings                              | Silly Love Songs                                        |
| 29 mei       | Diana Ross                         | Love Hangover                                           |
| 5 juni       | Diana Ross                         | Love Hangover                                           |
| 12 juni      | Wings                              | Silly Love Songs                                        |
| 19 juni      | Wings                              | Silly Love Songs                                        |
| 26 juni      | Wings                              | Silly Love Songs                                        |
| 3 juli       | Wings                              | Silly Love Songs                                        |
| 10 juli      | Starland Vocal Band                | Afternoon Delight                                       |
| 17 juli      | Starland Vocal Band                | Afternoon Delight                                       |
| 24 juli      | The Manhattans                     | Kiss and Say Goodbye                                    |
| 31 juli      | The Manhattans                     | Kiss and Say Goodbye                                    |
| 7 augustus   | Elton John & Kiki Dee              | Don't Go Breaking My Heart                              |
| 14 augustus  | Elton John & Kiki Dee              | Don't Go Breaking My Heart                              |
| 21 augustus  | Elton John & Kiki Dee              | Don't Go Breaking My Heart                              |
| 28 augustus  | Elton John & Kiki Dee              | Don't Go Breaking My Heart                              |
| 4 september  | Bee Gees                           | You Should Be Dancing                                   |
| 11 september | KC & the Sunshine Band             | (Shake, Shake, Shake) Shake Your Booty                  |
| 18 september | Wild Cherry                        | Play That Funky Music                                   |
| 25 september | Wild Cherry                        | Play That Funky Music                                   |
| 2 oktober    | Wild Cherry                        | Play That Funky Music                                   |
| 9 oktober    | Walter Murphy & the Big Apple Band | A Fifth of Beethoven                                    |
| 16 oktober   | Rick Dees & his Cast Of Idiots     | Disco Duck (Part 1)                                     |
| 23 oktober   | Chicago                            | If You Leave Me Now                                     |
| 30 oktober   | Chicago                            | If You Leave Me Now                                     |
| 6 november   | Steve Miller Band                  | Rock'n Me                                               |
| 13 november  | Rod Stewart                        | Tonight's The Night (Gonna Be Alright)                  |
| 20 november  | Rod Stewart                        | Tonight's The Night (Gonna Be Alright)                  |
| 27 november  | Rod Stewart                        | Tonight's The Night (Gonna Be Alright)                  |
| 4 december   | Rod Stewart                        | Tonight's The Night (Gonna Be Alright)                  |
| 11 december  | Rod Stewart                        | Tonight's The Night (Gonna Be Alright)                  |
| 18 december  | Rod Stewart                        | Tonight's The Night (Gonna Be Alright)                  |
| 25 december  | Rod Stewart                        | Tonight's The Night (Gonna Be Alright)                  |

1940 ·
1941 · 
1942 ·
1943 ·
1944 ·
1945 ·
1946 ·
1947 ·
1948 ·
1949 ·
1950 ·
1951 ·
1952 ·
1953 ·
1954 ·
1955 ·
1956 ·
1957 ·
1958 ·
1959 ·
1960 ·
1961 ·
1962 ·
1963 ·
1964 ·
1965 ·
1966 ·
1967 ·
1968 ·
1969 ·
1970 ·
1971 ·
1972 ·
1973 ·
1974 ·
1975 ·
1976 ·
1977 ·
1978 ·
1979 ·
1980 ·
1981 ·
1982 ·
1983 ·
1984 ·
1985 ·
1986 ·
1987 ·
1988 ·
1989 ·
1990 ·
1991 ·
1992 ·
1993 ·
1994 ·
1995 ·
1996 ·
1997 ·
1998 ·
1999 ·
2000 ·
2001 ·
2002 ·
2003 ·
2004 ·
2005 ·
2006 ·
2007 ·
2008 ·
2009 ·
2010 ·
2011 ·
2012 ·
2013 ·
2014 ·
2015 ·
2016 ·
2017 ·
2018 ·
2019 ·
2020 ·
2021 ·
2022 ·
2023
- Nederland (Top 40)
- Nederland (Single Top 100)
- Vlaanderen (Radio 2 Top 30)
- Duitsland
- Verenigd Koninkrijk
- Verenigde Staten (Hot 100)